# 774 (numero)
Settecentosettantaquattro (774) è il numero naturale dopo il 773 e prima del 775.

## Proprietà matematiche
- È un numero pari.
- È un numero composto con 12 divisori: 1, 2, 3, 6, 9, 18, 43, 86, 129, 258, 387, 774. Poiché la somma dei suoi divisori (escluso il numero stesso) è 942 > 774, è un numero abbondante.
- È un numero semiperfetto in quanto pari alla somma di alcuni (o tutti) i suoi divisori.
- È un numero di Harshad nel sistema numerico decimale.
- È un numero nontotiente (per cui la equazione φ(x) = n non ha soluzione).
- È un numero malvagio.
- È un numero congruente.
- È parte delle terne pitagoriche (774, 1032, 1290), (774, 1768, 1930), (774, 3440, 3526), (774, 5520, 5574), (774, 16632, 16650), (774, 49920, 49926), (774, 149768, 149770).

## Astronomia
- 774 Armor è un asteroide della fascia principale del sistema solare.
- NGC 774 è una galassia lenticolare della costellazione dell'Ariete.
- IC 774 è una galassia nella costellazione della Vergine.

## Astronautica
- Cosmos 774 è un satellite artificiale russo.

## Altri ambiti
La Route nationale 774 è una strada statale della Francia.